# Sotto massima copertura - Den of Lions
Sotto massima copertura - Den of Lions (Den of Lions) è un film del 2003 diretto dal regista statunitense James Bruce.

## Trama
Darius Paskevic è il capo del crimine organizzato dei paesi dell'est, feroce e spietato commerciante di droga, armi ed esseri umani, ha numerosi collaboratori. Mike Varga, agente dell'FBI, di origini ungheresi, un uomo schivo e solitario, ha l'incarico di conquistare la fiducia del capo della mafia russa per colpirla dritto al cuore.

## Produzione
Tranne per le scene iniziali ambientate a Chicago, il film è stato interamente girato in Ungheria maggiormente a Budapest.